# Nornik darniowy
Nornik darniowy (Microtus subterraneus) – gatunek ssaka z podrodziny  karczowników (Arvicolinae) w obrębie rodziny chomikowatych (Cricetidae).

## Zasięg występowania
Nornik darniowy występuje w zachodniej, środkowej i wschodniej Europie, od Francji na wschód do zachodniej części europejskiej Rosji i na południowy wschód do północnej Grecji i europejskiej części Turcji oraz zachodniej i północnej Anatolii, z odosobnionym stwierdzeniem z prowincji Bitlis (południowo-wschodnia Turcja).

## Taksonomia
Gatunek po raz pierwszy zgodnie z zasadami nazewnictwa binominalnego opisał w 1836 roku belgijski zoolog Edmond de Sélys-Longchamps nadając mu nazwę Arvicola subterraneus. Holotyp pochodził z Waremme, w Liège, w Belgii. 
M. subterraneus należy do podrodzaju Terricola i grupy gatunkowej subterraneus. Dawniej umieszczany w rodzaju w Pitymys. Może być parafiletyczny w stosunku do majori i daghestanicus. Z kolei dwie filogenetyczne linie M. subterraneus sugerują tajemniczą różnorodność z dwoma domniemanymi gatunkami; europejskiem subterraneus i azjatyckim fingeri. Opisano ponad trzydzieści podgatunków, ale nie ma zgody co do ich ważności. Autorzy Illustrated Checklist of the Mammals of the World uznają ten takson za gatunek monotypowy.

### Etymologia
- Microtus: gr. μικρος mikros „mały”; ους ous, ωτος ōtos „ucho”[27].
- subterraneus: łac. subterraneus „pod ziemią, podziemny”, od sub „pod”; terra „ziemia”[28].

## Morfologia
Długość ciała (bez ogona) 79–115 mm, długość ogona 20–44 mm; masa ciała 10–26 g. Ma sierść szarobrunatną na grzbiecie, boki jaśniejsze, a spód szary. Uszy krótkie.

## Ekologia
Prowadzi głównie podziemny tryb życia, ryjąc nory i zjadając podziemne części roślin. Czasem żeruje również na powierzchni.
Nornik darniowy nie zapada w sen zimowy. Zimą w norach pod śniegiem dochodzi także do rozrodu. W roku występuje do 9 miotów, w każdym miocie 2–3 młode.
W warunkach naturalnych długość życia tego gryzonia nie przekracza kilku miesięcy.